# Jimmy Jørgensen
Jimmy Jørgensen (født 11. juli 1964 i København) er en dansk sanger, sangskriver og autodidakt skuespiller. 
Jørgensen er oprindelig uddannet som blikkenslager. Han er medstifter af rockbandet Hotel Hunger, der begyndte som Baby Hotel Hunger i 1985. Her er han forsanger og med til at skrive teksterne. De udgav deres debutalbum This Is Where The Fun Starts i 1989. Gruppens mest kendte nummer er "Sitting in a room" fra 1995. Han har et karakteristisk modermærke i ansigtet.
Han har spillet med i DR-serien TAXA, hvor han spillede den barske narkohandler Philip. og i biroller i filmene Pizza King (1999) og Max (2000). Han har desuden spillet guitarist i Jesper W. Nielsens komedie Store Planer (2005).
På teaterscenen debuterede han ved at synge med i Gasolin' teaterkoncert (1995) og har derefter spillet rollen som djævel i Black Rider (1998-1999). 
Han deltog som en af fire særligt udvalgte kunstnere inviteret af DR til Dansk Melodi Grand Prix 2009 med sangen "Alice in the Wonderland".

## Diskografi
Med Hotel Hunger
- This Is Where the Fun Starts (1989)
- Waiting for Alice (1992)
- As Long As (1994)
- Frankie My Dear I Don´t Give a Damn (1994)
- Mars Needs Guitars (1995)
- Happy Hour (1996)
- Get Your Hands Off (1998)
- All That You Can Eat (2001)
- Who Do You Want to Be (2002)
- Godspeed (2004)

Solo
- "Alice in the Wonderland" (2009)

## Filmografi

### Film
- Pizza King (1999)
- Max (2000)
- Se til venstre, der er en Svensker (2003)
- Simon - Spies, Skæg og Ballade (2004)
- Store planer (2005)
- Nynne (2005)
- Bora Bora (2011)

### Tv-serier
- Taxa (1998-1999)
- Edderkoppen (2000)
- Hotellet (2000-2002)
- Rejseholdet (2002)
- Klovn (2006)
- 2900 Happiness (2008)
- Lykke (2012)
- Julestjerner (2012)
- Ditte og Louise (2015)
- Hvem holder masken? (2021)

## Teater
- Gasolin (1994)
- Ned på jorden (1997)
- Længe siden (1997)
- Black Rider (1998)
- Snedronningen (2000)
- Lillerød (2001)
- Jesus christ superstar (2002)
- granhøj dans 8iq (2002)
- The citisen (2003)
- Dr dantes tivoli revy (2003)
- HR Nedersen  (2003)
- Nøddeknækkeren (2003)
- Simon (2004)
- Mit eventyr (2005)
- Gasolin (2006)
- Nøddeknækkeren (2007)
- Beach Boys (2008)
- Nøddeknækkeren(2008)
- Elsk mig i nat (2009)
- Come Together (2010)
- Elsk mig i nat (2012)
- Hey Jude (2012)
- Dagen før (2014)
- Gasolin (2015)
- The Black Rider (Betty Nansen Teatret, 2015)[2]
- Historien om Købstaden (2018)
- Flashdance (2019)
- Krigen om Vartegnet (2019)